# NGC 1989
NGC 1989 è una galassia lenticolare (o ellittica) molto lontana e molto vasta, situata nella costellazione della Colomba, a una distanza di circa 518 milioni di anni luce dalla nostra Via Lattea.

## Scoperta
La galassia è stata scoperta il 20 novembre 1835 dall'astronomo britannico John Herschel.